# Daniel Gerber

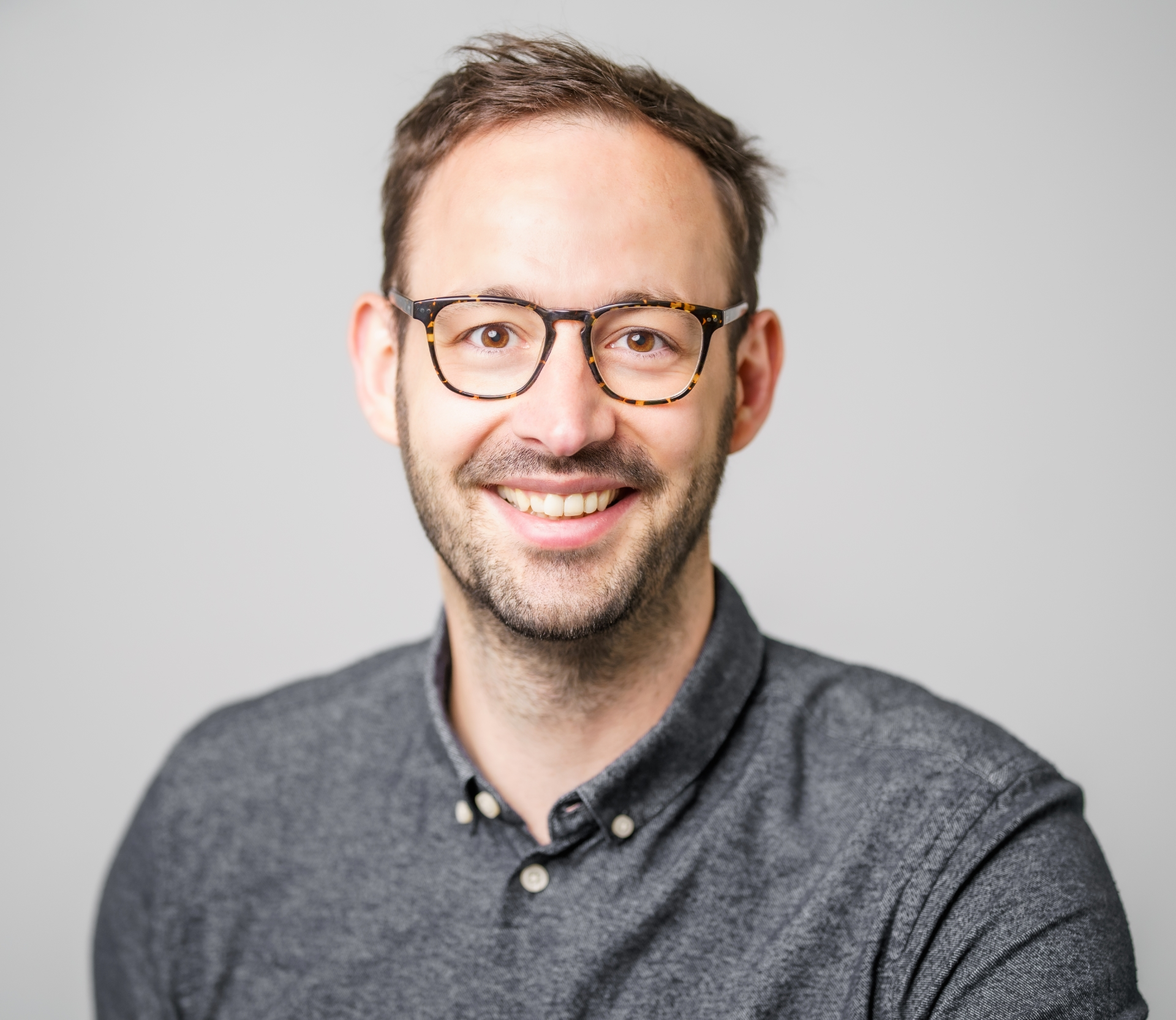
Daniel Gerber (2019)

Daniel Gerber (* 16. Dezember 1985 in Bad Schlema) ist ein deutscher Politiker (Bündnis 90/Die Grünen) und war von 2019 bis 2024 Abgeordneter im Sächsischen Landtag.

## Beruflicher Werdegang und ehrenamtliches Engagement
Nach seinem Abitur am Johann-Gottfried-Herder-Gymnasium in Schneeberg 2004, begann Gerber an der Universität Leipzig mit dem Studium der Informatik, das er 2011 als Master of Science abschloss. Er promovierte 2015 zum Thema Statistical Extraction of Multilingual Natural Language Patterns for RDF Predicates. Bereits seit 2014 arbeitet Gerber als technischer Direktor (CTO) bei einem Berliner Start-Up-Unternehmen für Geodatenanalyse, das sich mit der Analyse von bestehenden und der Simulation von geplanten Straßen- und Schienennetzen beschäftigt.
Gerber wurde 2017 Mitglied von Bündnis 90/Die Grünen. Er war von 2017 bis 2018 Sprecher der Landesarbeitsgemeinschaft Europa und Internationales und von 2018 bis 2020 Sprecher der Landesarbeitsgemeinschaft Medien und Netzpolitik von Bündnis 90/Die Grünen in Sachsen. 2019 engagierte er sich im Wahlkampfteam der Abgeordneten im Europäischen Parlament Anna Cavazzini
Gerber ist Mitglied der Jungen Europäischen Föderalisten.

## Berufspolitik
Bei der Landtagswahl in Sachsen 2019 trat er im Wahlkreis Leipzig 7 an und erreichte dort 12,6 % der Erststimmen, zog aber über den zehnten Listenplatz der Grünen als Abgeordneter in den Sächsischen Landtag ein. Dort war er tätig als Mitglied im Ausschuss für Energie, Klimaschutz, Umwelt und Landwirtschaft, im Ausschuss für Wirtschaft, Arbeit und Verkehr und im Datenschutzgremium. 
Zur Landtagswahl in Sachsen 2024 trat Gerber nicht erneut an und schied mit der Konstituierung des neuen Landtages am 1. Oktober 2024 aus dem Parlament aus.